# Yassin Ibrahim
Yassin Ibrahim (* 9. Februar 2000 in Münster) ist ein deutsch-sudanesischer Fußballspieler.

## Karriere

### Vereine
Nach seinen Anfängen in der Jugend des 1. FC Gievenbeck und von Preußen Münster wechselte er im Sommer 2013 in die Jugendabteilung von Borussia Dortmund. Dort durchlief er alle Jugendmannschaften und wurde 2019 Deutscher A-Jugend-Meister.
Im Sommer 2019 erfolgte sein Wechsel zum Drittligisten Würzburger Kickers. Dort kam er auch zu seinem ersten Einsatz im Profibereich, als er am 20. Juli 2019, dem 1. Spieltag, beim 3:1-Heimsieg gegen den FC Bayern München II in der 79. Spielminute für Dominik Widemann eingewechselt wurde. Am Ende der Saison 2019/20 stieg er mit den Würzburger Kickers in die 2. Bundesliga auf. 
Ibrahim wechselte daraufhin zum SV Rödinghausen in die viertklassige Regionalliga West. Dort erzielte der Stürmer in seiner ersten Spielzeit in 34 Ligapartien zehn Treffer für die Ostwestfalen.

### Nationalmannschaft
Am 12. November 2017 absolvierte er sein erstes Spiel für die deutsche U18. Beim 3:1-Sieg gegen Italien wurde er zur zweiten Halbzeit eingewechselt.

## Erfolge
Borussia Dortmund
- Deutscher A-Jugend-Meister: 2019

Würzburger Kickers
- Vizemeister der 3. Liga und Aufstieg in die 2. Bundesliga: 2020